# NHK教育テレビジョンのパペットバラエティ
NHK教育テレビジョンの「パペットバラエティ」は、1995年度の「ハッチポッチステーション」から2021年度の「コレナンデ商会」まで27年間続いたパペットを用いた人形劇の番組枠である。子供番組ゾーン内で主に放送されていた。

## 概要
このシリーズは、複数のパペットと人間（基本的には1人）の掛け合いでトークや音楽を繰り広げるものが特徴である。
『ハッチポッチステーション』の放送が開始された1995年4月以来、一貫して藤枝リュウジがキャラクターイラストやパペットのデザインを手掛けている。また、パペットの声は声優からお笑い芸人、落語家や俳優まで様々なジャンルで活躍する芸能人を起用している。
取り上げる音楽も幅広く、オリジナル曲や童謡以外にも、昭和の歌謡曲や洋楽、さらにはJ-POPといった、『Eテレキッズ』の枠でありながら、対象年齢よりもかなり高めの世代の曲を選曲することも特徴である。

## 歴代のパペットバラエティ
- ハッチポッチステーション
  - 放送期間：1995年4月3日 - 2005年11月1日
  - 出演：グッチ裕三（1995年度のみ関根勤）
- クインテット
  - 放送期間：2003年4月7日 - 2013年3月30日
  - 出演：宮川彬良（劇伴兼任）
- フックブックロー
  - 放送期間：2011年3月28日 - 2018年3月31日
  - 出演：谷本賢一郎
  - 備考：これよりハイビジョン製作。
- コレナンデ商会
  - 放送期間：2016年4月4日 - 2022年3月31日
  - 出演：川平慈英
  - 備考：パペットバラエティ最終作。